# 劳雷阿应用科学大学
劳雷阿应用科学大学（芬蘭語：Laurea-ammattikorkeakoulu），是芬兰的一所应用科学大学。该大学由芬兰教育文化部监督及认证，校区位于芬兰新地区。学生数量约为7800人，教职工600人。
劳瑞亚应用科学大学提供英语和芬兰语的学士和硕士学位课程。2024年，劳瑞亚提供以下领域的学位：商务信息技术与服务开发、商务信息技术与网络安全、商务管理、安全与风险管理、护理、社会服务、酒店管理与服务设计、服务创新与设计、全球健康与危机管理以及引领转型变革。
劳瑞亚应用科学大学的教育基于"通过发展来学习"（Learning by Developing，简称LbD）的教学模式。
劳瑞亚应用科学大学通常是芬兰所有大学和高等教育机构中录取率最低的。2020年，在15,700名申请者中，只有1,160人被录取，录取率仅为7%。
劳瑞亚在多个领域开展研究、发展和创新活动，包括创业、教学法和共同创造，以及社会数字化和信息管理。2024年，研究项目重点关注连贯安全、可持续和多样化的社会和医疗保健，以及服务业和循环经济。